# Créancey
Créancey ist eine französische Gemeinde mit 520 Einwohnern (Stand: 1. Januar 2022) im Département Côte-d’Or in der Region Bourgogne-Franche-Comté (vor 2016 Bourgogne); sie gehört zum Arrondissement Beaune und zum Kanton Arnay-le-Duc. Die Einwohner werden Crescentiais genannt.

## Geographie
Créancey liegt etwa 30 Kilometer westsüdwestlich von Dijon am Fluss Vandenesse und dem parallel verlaufenden Canal de Bourgogne. Umgeben wird Créancey von den Nachbargemeinden Civry-en-Montagne im Norden, Semarey im Nordosten und Osten, Commarin im Osten, Vandenesse-en-Auxois im Südosten und Süden, Maconge im Süden und Südwesten, Meilly-sur-Rouvres im Südwesten sowie Pouilly-en-Auxois im Westen und Nordwesten.
Durch die Gemeinden führen die Autoroute A6 und die Autoroute A38.

## Bevölkerung
| Jahr                       | 1962 | 1968 | 1975 | 1982 | 1990 | 1999 | 2006 | 2011 | 2019 |
| Einwohner                  | 273  | 290  | 294  | 322  | 334  | 364  | 482  | 529  | 526  |
| Quellen: Cassini und INSEE |      |      |      |      |      |      |      |      |      |

## Sehenswürdigkeiten
- Kirche Saint-Symphorien
- Kapelle Saint-Gervais in Beaume
- Kapelle Saint-Étienne beim Turm

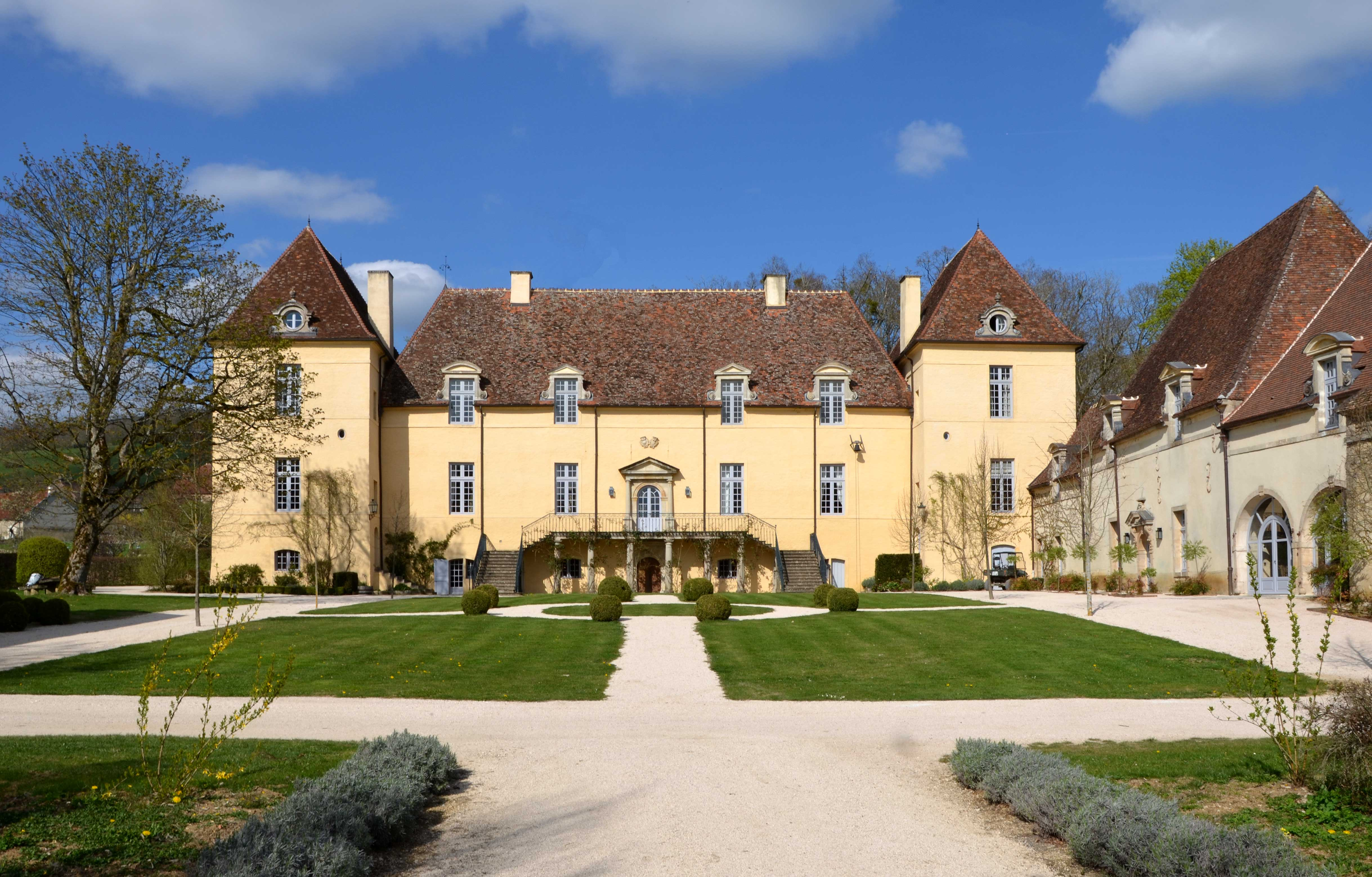
Schloss

- Kapelle Saint-Marc in Panthier von 1868
- Schloss Créancey aus dem 17./18. Jahrhundert, seit 1971 Monument historique
- Felsen von Beaume